# Vismia pozuzoensis
Vismia pozuzoensis är en johannesörtsväxtart som beskrevs av Adolf Engler. Vismia pozuzoensis ingår i släktet Vismia och familjen johannesörtsväxter. Inga underarter finns listade i Catalogue of Life.